# オトヒメノハナガサ
オトヒメノハナガサ（乙姫の花笠、学名 Branchiocerianthus imperator）は、深海の軟泥底で単体生活を送るヒドロ虫の一種である。生息深度は50-5307mの範囲に及ぶ。
ヒドロ虫の個虫としては最大の生物で、ヒドロ茎 (hydrocaulus) の長さは100–150cm、ヒドロ花 (hydranth) の直径が20cmにもなる。ヒドロ花の周囲には桃色の多数の触手が房状に出ており美しい。柄の下部は球根状に太くなり、それを深海底の泥に埋めて定着している。
発見されたのは19世紀で、日本近海の相模湾深海底から、イギリスの海洋調査船チャレンジャー号によってはじめて採集された。採集されて深海から引き上げられた個体は触手が垂れ下がってしまっていたので、ギリシア神話の女怪メデューサが、髪を振り乱したような姿で生活しているものと想像されてきた。
しかし、生きた姿が深海調査艇しんかい2000によって撮影されることで、姿の似ているウミユリとは逆にヒドロ花の口盤を海流の下流方向に向け、体液の圧力でパラボラアンテナのように流れに逆らって触手を広げ、獲物となる生物を待ち構えている様子が確認された。また、テナガエビ科のエビが共生していることも確認されている。